# Юстас, Алан
Роберт Алан Юстас (англ. Robert Alan Eustace; род. 19 декабря 1956, США) — американский компьютерный специалист, работавший старшим вице-президентом научного подразделения компании Google. Получил известность, когда 24 октября 2014 года совершил прыжок с парашютом из стратосферы и установил действующий мировой рекорд начальной высоты и дистанции свободного падения.

## Биография
Детство провёл в местности Пайн-Хилс штата Флорида. Его отец был инженером компании Martin Marietta, которая построила для своих сотрудников небольшие отдельные дома в рабочем пригороде города Орландо того же штата, и вскоре отец с сыном переехали туда. В 1974 году Алан Юстас окончил полную среднюю школу Maynard Evans High School и поступил на debate scholarship в Valencia College, а через год был переведён во Флоридский технологический университет (англ. Florida Technological University, ныне Университет Центральной Флориды), где учился на инженера-механика. Учёбу совмещал с работой продавцом мороженого в «Фэнтазилэнде» (англ. Fantasyland) и работой на монорельсе в «Диснейуорлде». Но после курса компьютерных наук, он решил сменить основную специальность, и получил три учёные степени (включая докторскую в 1984 году) в области информатики и компьютерных наук, а не в механике.

## Профессиональная деятельность
После окончания вуза Алан Юстас недолго работал в компании Silicon Solutions — стартапе в Кремниевой долине, затем перешёл в «Западную исследовательскую лабораторию» (англ. Western Research Laboratory), принадлежавшую компаниям Digital Equipment Corporation, Compaq и затем Hewlett-Packard. В этой лаборатории Юстас проработал 15 лет, занимаясь карманными компьютерами, многопроцессорными чипами, производительностью Интернета, устройствами распределения энергии и мощности, устройствами преобразования напряжения и частоты. В середине 1990-х годов он совместно с Амитабхом Шриваставой (Amitabh Srivastava) работал над профилировщиком программ ATOM (Analysis Tools with OM); эта программа анализа машинного кода послужила базой, на основе которой было создано множество инструментов анализа программ и архитектуры ЭВМ. С их использованием были разработаны микропроцессоры Alpha 21164 (EV5), Alpha 21264 (EV6) и Alpha 21364 (EV7, Marvel).
В 1999 году Алан Юстас стал начальником «Западной исследовательской лаборатории», в этой должности проработал ещё три года, затем перешёл в Google, где был старшим вице-президентом инженерного подразделения (англ. Senior Vice President of Engineering department) и старшим вице-президентом научного подразделения (Senior Vice President of Knowledge department). В Google он проработал до 27 марта 2015 года, участвовал в нескольких общественных проектах компании, включая Second Harvest Food Bank (ныне в составе Feeding America и образовательный фонд Аниты Борг.
Алан Юстас был соавтором девяти публикаций и получил десять патентов (также в соавторстве с другими изобретателями).

## Прыжок из стратосферы

Стандартные температура и давление на различных высотах полётов

В 2011 году Юстас решил совершить прыжок из стратосферы. Совместно с Табером Маккалумом (англ. Taber MacCallum) — одним из основателей проекта «Биосфера-2» — он начал подготовку к этому. Компания Paragon Space Development, одним из совладельцев которой был Маккалум, изготовила кислородное оборудование для Юстаса. Скафандр для прыжка из стратосферы разработала и изготовила компания ILC Dover. Газонаполненный воздушный шар (шарльер) был изготовлен в индийском городе Хайдарабаде на фабрике воздушных шаров Института фундаментальных исследований Тата. Разработки и испытания парашюта и системы жизнеобеспечения, проводимые Paragon Space Development, заняли три года.
Наконец, 24 октября 2014 года Алан Юстас совершил прыжок из стратосферы, побив предыдущий мировой рекорд, установленный в 2012 году Феликсом Баумгартнером.
В этот день рано утром Алан Юстас на шарльере взлетел с заброшенной взлётной полосы в городе Розуэлл штата Нью-Мексико и начал подъём в стратосферу. По его словам, максимальная достигнутая высота составила 135 908 футов (41 425 метров), но Международная авиационная федерация отметила чуть меньшую рекордную высоту в 135 889,108 футов (41 422 м). В отличие от Баумгартнера, Юстас не использовал какую-либо корзину или гондолу, а был привязан непосредственно к шару. На максимальной высоте он был «отстрелен» от шара с помощью специального взрывного устройства и вошёл в свободное падение.
Спуск до поверхности Земли длился 15 минут. Длина пути составила около 42 км, в том числе дистанция свободного падения — 37 623 м (123 354 фута). Максимальная скорость превысила 821,45 миль в час (1320 км/ч). Алан Юстас побил мировые рекорды начальной высоты и дистанции свободного падения. Максимальная вертикальная скорость Юстаса не превысила таковую у Баумгартнера (1357 км/ч). Рекорды максимальной скорости и дистанции свободного падения Юстаса и Баумгартнера остаются в разных категориях, потому что Юстас использовал отдельный стабилизирующий парашют, а Баумгартнер — нет, и нельзя считать, что условия были одинаковыми.
Этот прыжок из стратосферы был подробно документирован в книге «The Wild Black Yonder», написанной одним из ведущих инженеров — создателей скафандра Юстаса.